# メリウェザー・ルイス
メリウェザー・ルイス（Meriwether Lewis、1774年8月18日 - 1809年10月11日）は、ルイジアナ買収後、ウィリアム・クラークと共にアメリカ西部探検を一任されたルイス・クラーク探検隊の隊長を務めたことで知られる、アメリカの探検家、博物学者、軍人、行政官である。

## 生涯
1774年8月18日、ルイスはバージニア州アルベマール郡シャーロッツビル近郊に、ウィリアムとルーシー（旧姓メリウェザー）の子として生まれる。10歳の時、彼は家族と共にジョージア州へ移り住んだ。彼が13歳の時に家庭教師による教育を受けるため、再びバージニア州へと戻った。1790年代には、バージニア州レキシントンに位置していた、リバティー・ホール・アカデミー（現在のワシントン・リー大学）を卒業した。
彼はバージニア国民軍に加わり、1794年にウィスキー税反乱を鎮圧する派遣隊の一員として戦地に派遣された。1795年、ルイスはその後1801年まで所属することとなる正規軍に加入。ここで後に探検を共にすることとなる、ウィリアム・クラークと知り合う。その後ルイスは大尉の地位を獲得した。
1801年、当時合衆国大統領であったトーマス・ジェファーソンの個人秘書を務めることになった。元々彼は、合衆国第2代大統領ジョン・アダムズが提言した「真夜中の任命（Midnight Appointments）」の結果として連邦党員の将校が流入した、合衆国軍の政策に情報を供給していた。彼は後に探検隊の計画に深く携わることとなり、地図作成法やその他かごを編みこむ方法や編み物など、必要とされる技術を教育させるため、ジェファーソンは彼をペンシルベニア州フィラデルフィアへ送り込んだ。
その後ルイスはルイス・クラーク探検隊の隊長に任命され、太平洋到達を果たした。1806年8月11日、探検任務も終盤に差し掛かったころ、ルイスは探検隊の部下であった視力の低いハンター、ピエール・クルザットに「誤って」腿を撃たれてしまった。残りの探検の間、彼はその負傷が原因であまり身動きが取れなくなってしまった。
探検から帰還後、ルイスは報酬として6平方キロメートル（1500エーカー）の土地を受け取った。1807年、ジェファーソンは彼をルイジアナ領の統治者に任命し、ルイスはミズーリ州セントルイスに移住した。
また彼は、フリーメイソンの会員だった。1808年8月2日、ルイスと数人の知人達はペンシルベニア州にあるフリーメイソンのグランド・ロッジへ、セントルイスに支部となるロッジの建設を求める嘆願書を提出した。この嘆願書は受理され、ルイスは1803年9月16日に111番目のロッジとして建設が保証されることとなった、セントルイス・ロッジの管理者に推薦・任命された。しかしこの頃から、ルイスは大量の飲酒に依存するようになった。
そしてルイスはテネシー州ナッシュビルからおよそ110キロメートル（70マイル）離れた、グリンダーズ・スタンドという名の居酒屋で、1809年に銃撃による負傷により息を引き取った。そこは彼がワシントンD.C.へ向かう途中のナチェス・トレースに位置しており、彼は頭部と胸部を撃たれていた。彼の死因が自殺か殺人だったかの決定的な判断は下されていないが、死亡する直前に彼は極度に意気消沈しており、ミズーリ川へ飛び込んで溺れ死のうとしたという報告もあったため、自殺の可能性が高い。
ルイスは法的な相続人を残さぬまま逝去したにもかかわらず、2003年に発足した「ルイス姓DNAプロジェクト」が、ルイスは彼の父方の祖先がワーナー・ホール・ルイスの血統を持つと推測されるDNA細胞を持っていたと発表した。DNAによる血統から、ルイスはジョージ・ワシントン、ロバート・E・リー、エリザベス2世と関連があることがわかった。
ルイスは最期を迎えた場所からそう遠くない位置に埋葬された。現在は彼の栄誉を称え、ナチェス・トレース・パークウェイ沿いに記念碑が建てられている。